# Tibor Kincses
Tibor Kincses (Kecskemét, 12 de febrero de 1960-9 de junio de 2025) fue un deportista húngaro que compitió en judo. Participó en los Juegos Olímpicos de Moscú 1980, obteniendo una medalla de bronce en la categoría de –60 kg.

## Palmarés internacional
| Juegos Olímpicos | Juegos Olímpicos | Juegos Olímpicos  | Juegos Olímpicos |
| Año              | Lugar            | Medalla           | Categoría        |
| ---------------- | ---------------- | ----------------- | ---------------- |
| 1980             | Moscú ( URSS)    | Medalla de bronce | –60 kg           |